# Porites eridani
Porites eridani là một loài san hô trong họ Poritidae. Loài này được Umbgrove mô tả khoa học năm 1940.